# Kasteel Waanrode
Het Kasteel Waanrode is een kasteel in de tot de Vlaams-Brabantse gemeente Kortenaken behorende plaats Waanrode, gelegen aan de Klipgaardestraat 2-4.

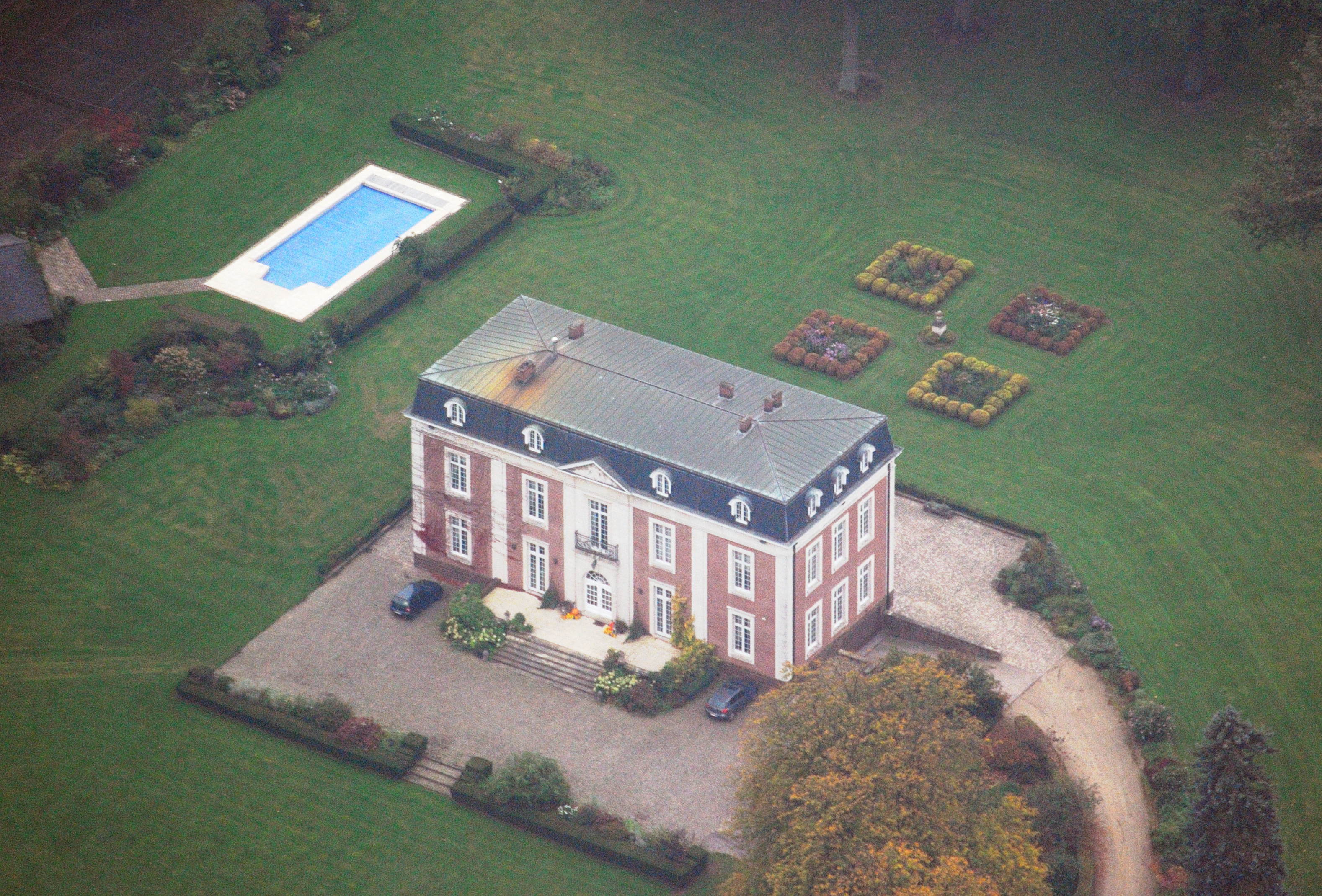
Kasteel Waanrode in 2010

## Geschiedenis
Vanaf de 15e eeuw was de heerlijkheid Waanrode in bezit van het geslacht d'Arschot Schoonhoven. Het oudste deel van het kasteel was wellicht 14e of 15e eeuws en bestond uit een massieve vierkante toren (de donjon) en het even hoge gebouw aan de linkerkant van de toren. Het mottekasteel werd in 1640 ingrijpend verbouwd en van een torentje in barokstijl werd voorzien.
Nadat in 1806 kasteelheer Thomas d'Arschot de Schoonhoven overleden was bleef het kasteel onbewoond en raakte het in verval. Omstreeks 1867 liet Guillaume d'Arschot de Schoonhoven het kasteel slopen en enige jaren later volgden de zijvleugels van de boerderij en het poortgebouw. Het kasteel werd omgeven door water. Ten zuidoosten van de voormalige motte werd een groot landhuis gebouwd dat nog steeds als kasteel werd gekenschetst. Achter dit kasteel kwam een U-vormig complex van dienstgebouwen met paardenstallen, een koetshuis en woningen voor het personeel.
In 1886 werd het goed aangekocht door Edouard De Néeff. Deze liet de restanten van de hoeve afbreken en een nieuwe hoeve oprichten en een landschapspark aanleggen.
In 1919 werd het goed aangekocht door Guillaume d'Arschot de Schoonhoven en kwam zo opnieuw in bezit van het oorspronkelijke geslacht. Hij liet het koetshuis afbreken maar ook liet hij het kasteel vergroten.